# Bueil-en-Touraine
Bueil-en-Touraine település Franciaországban, Indre-et-Loire megyében. Lakosainak száma 325 fő (2022. január 1.). Bueil-en-Touraine Épeigné-sur-Dême, Neuvy-le-Roi, Saint-Paterne-Racan és Villebourg községekkel határos.

## Népesség
A település népességének változása:
| Lakosok száma | 519  | 452  | 341  | 378  | 322  | 318  | 319  | 323  | 325  | 325  |
|               | 1968 | 1982 | 1990 | 2006 | 2013 | 2015 | 2017 | 2019 | 2020 | 2022 |